# Выборы губернатора Рязанской области (2017)
Выборы губернатора Рязанской области состоялись в Рязанской области 10 сентября 2017 года в единый день голосования. Губернатор избирался сроком на 5 лет.
На 1 января 2017 года в Рязанской области было зарегистрировано 930 919 избирателей.
Председатель Избирательной комиссии Рязанской области — Владимир Грачев.

## Предшествующие события
Предыдущие выборы губернатора Рязанской области прошли в 2012 году. На них победил Олег Ковалёв, руководивший регионом с 2008 года, когда он был назначен Рязанской областной думой по предложению президента РФ Владимира Путина. Его срок истекал в октябре 2017 года.
14 февраля 2017 года Ковалёв сообщил о досрочном сложении полномочий и о том, что не будет выдвигать свою кандидатуру на новый срок. В тот же день освобождён от должности указом Президента России. Временно исполняющим обязанности назначен Николай Любимов.

### Ключевые даты
- 9 июня 2017 года Рязанская областная дума назначила выборы на 10 сентября 2017 года (единый день голосования)[5].
  - 11 июня опубликован расчёт числа подписей, необходимых для регистрации кандидата[6].
  - 13 июня постановление о назначении выборов было опубликовано в СМИ[7].
  - с 14 июня по 13 июля — период выдвижения кандидатов[7].
  - агитационный период начинается со дня выдвижения кандидата и прекращается за одни сутки до дня голосования.
- с 16 по 26 июля — представление документов для регистрации кандидатов, к заявлениям должны прилагаться листы с подписями муниципальных депутатов[7].
- с 12 августа по 8 сентября — период агитации в СМИ[7].
- 9 сентября — день тишины.
- 10 сентября — день голосования.

## Выдвижение и регистрации кандидатов
В Рязанской области кандидаты выдвигаются только политическими партиями, имеющими право участвовать в выборах, или их региональными отделениями.
Каждый кандидат при регистрации должен представить список из трёх человек, один из которых, в случае избрания кандидата, станет представителем правительства региона в Совете Федерации.

### Муниципальный фильтр
В Рязанской области кандидаты должны собрать подписи 7 % муниципальных депутатов и глав муниципальных образований. Среди них должны быть подписи депутатов районных и городских советов и (или) глав районов и городских округов в количестве 7 % от их общего числа. При этом подписи нужно получить не менее чем в трёх четвертях районов и городских округов. По расчёту избиркома, каждый кандидат должен собрать от 218 до 228 подписей депутатов всех уровней и глав муниципальных образований, из которых от 48 до 50 — депутатов райсоветов и советов городских округов и глав районов и городских округов не менее чем 22 районов и городских округов области.

## Кандидаты
| Кандидат               | Должность (на момент выдвижения)                                               | Партия              | Статус                                                             | Кандидаты в Совет Федерации                     |
| ---------------------- | ------------------------------------------------------------------------------ | ------------------- | ------------------------------------------------------------------ | ----------------------------------------------- |
| Святослав Голубятников | пенсионер                                                                      | ПВР                 | отказано в регистрации (не представлены документы для регистрации) |                                                 |
| Николай Любимов        | врио губернатора Рязанской области                                             | Единая Россия       | зарегистрирован                                                    | Олег Ковалёв Игорь Морозов Татьяна Гусева       |
| Александра Перехватова | начальник главного архивного управления Рязанской области                      | Партия Роста        | зарегистрирован                                                    | Игорь Румянцев Владимир Тарасов Вячеслав Хламов |
| Сергей Пупков          | депутат Рязанской областной думы, председатель комитета по социальным вопросам | Справедливая Россия | зарегистрирован                                                    | Сергей Исаков Андрей Рязанцев Любовь Семина     |
| Владимир Федоткин      | пенсионер                                                                      | КПРФ                | зарегистрирован                                                    | Андрей Любимов Виктор Малюгин Эвелина Волкова   |
| Александр Шерин        | депутат Госдумы, первый зампредседателя комитета по обороне                    | ЛДПР                | зарегистрирован                                                    | Игорь Потапов Павел Ахунов Василий Овечкин      |

## Социологические исследования
| Опрос                          | Явка | Любимов | Шерин | Федоткин | Пупков | Перехватова | Испорчу бюллетень | Не пойду на выборы | Затруднились ответить |
| ------------------------------ | ---- | ------- | ----- | -------- | ------ | ----------- | ----------------- | ------------------ | --------------------- |
| ФОМ, 17-25 июля 2017           | 38 % | 64 %    | 4 %   | 3 %      | 1 %    | <1 %        | <1 %              | 1 %                | 26 %                  |
| ФОМ, 10-21 августа 2017        | - %  | 70 %    | 4 %   | 4 %      | 0 %    | 0 %         | 0 %               | 1 %                | 20 %                  |
| ФОМ Расчёт, 10-21 августа 2017 | - %  | 78,5 %  | 8,5 % | 8,6 %    | 2 %    | 1 %         | 1,6 %             | -                  | -                     |

## Итоги выборов

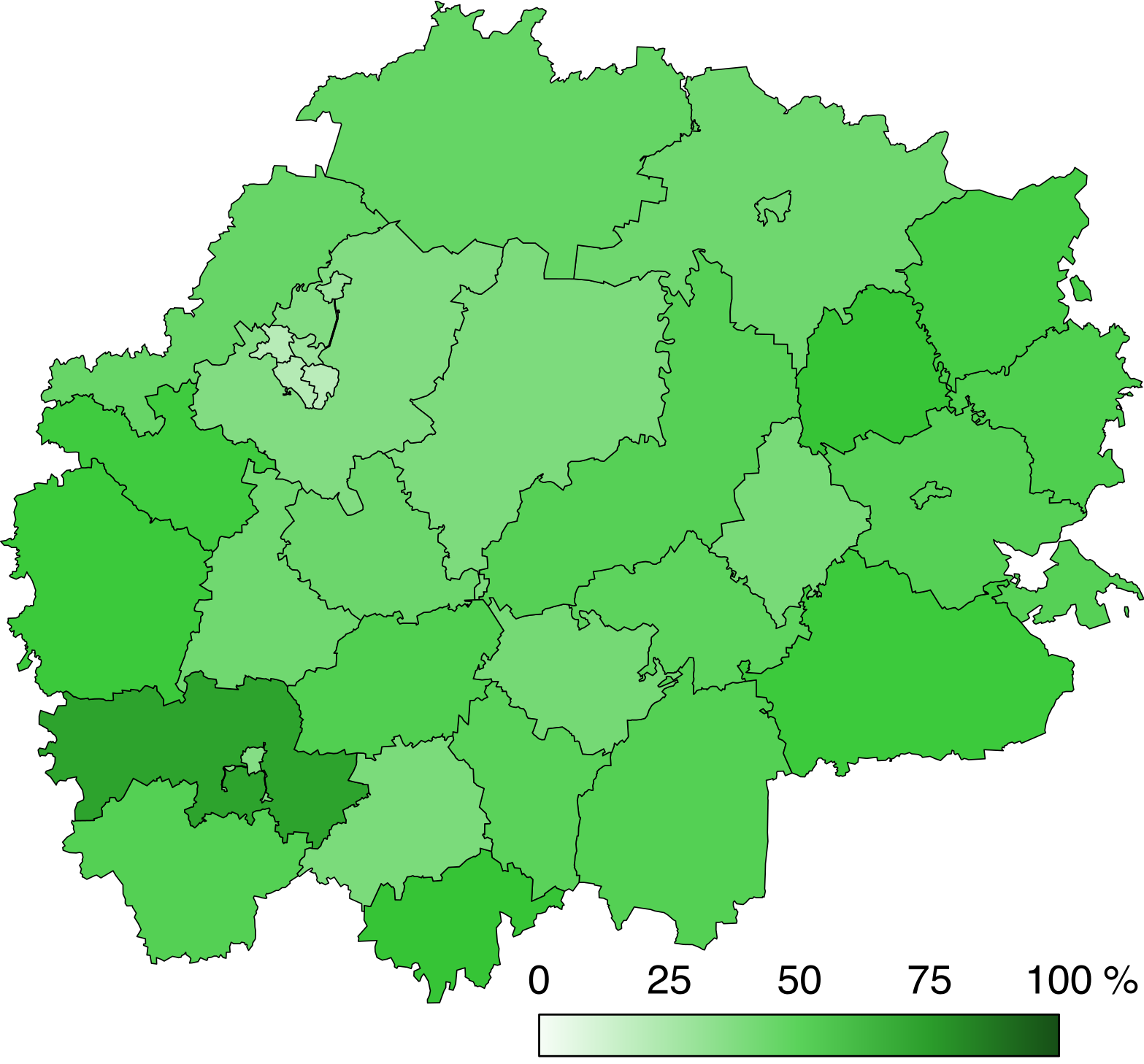
Карта явки на выборы.

| Место                       | Место                       | Кандидат                    | Партия                      | Голосов | %       |
| --------------------------- | --------------------------- | --------------------------- | --------------------------- | ------- | ------- |
|                             | 1.                          | Николай Любимов             | Единая Россия               | 269 078 | 80,16 % |
|                             | 2.                          | Александр Шерин             | ЛДПР                        | 28 337  | 8,44 %  |
|                             | 3.                          | Владимир Федоткин           | КПРФ                        | 22 986  | 6,85 %  |
|                             | 4.                          | Сергей Пупков               | Справедливая Россия         | 5780    | 1,72 %  |
|                             | 5.                          | Александра Перехватова      | Партия Роста                | 4978    | 1,48 %  |
| Недействительных бюллетеней | Недействительных бюллетеней | Недействительных бюллетеней | Недействительных бюллетеней | 4511    | 1,34 %  |
| Всего                       | Всего                       | Всего                       | Всего                       | 335 670 | 100 %   |
|                             |                             |                             |                             |         |         |
| Действительных бюллетеней   | Действительных бюллетеней   | Действительных бюллетеней   | Действительных бюллетеней   | 331 159 | 98,66 % |
| Явка                        | Явка                        | Явка                        | Явка                        | 335 670 | 36,15 % |
| Общее число избирателей     | Общее число избирателей     | Общее число избирателей     | Общее число избирателей     | 928 667 |         |